# Jo Vincent
Johanna Maria (Jo) Vincent (Amsterdam, 6 maart 1898 – Monaco, 28 november 1989) was een Nederlands zangeres (sopraan). Ze was de dochter van de beiaardier van het paleis op de Dam, Jacob Vincent.

## Biografie
Vincent kreeg als kind haar eerste zanglessen van Catharina van Rennes en studeerde bij Cornélie van Zanten. Haar debuutconcert was in Assendelft in 1920. Haar eerste optreden met het Koninklijk Concertgebouworkest was in 1923 onder leiding van tweede dirigent Cornelis Dopper. Ook onder de directie van chef-dirigent Willem Mengelberg heeft ze tot 1942 veel gezongen. In de jaren 20 vormde ze met Theodora Versteegh (alt), Evert Miedema (tenor) en Willem Ravelli (bas) het Jo Vincent Kwartet, waarmee ze geregeld optrad en een aantal plaatopnames maakte.
Haar repertoire bestond voornamelijk uit oratorium- en passiemuziek en liederen van Bach, Mahler, Schubert en Wolf.
Zij was een geliefde zangeres, die met haar warme voordracht en stralende stem ook buiten Nederland een grote reputatie opbouwde. Ze trad regelmatig op in België, Duitsland, Frankrijk en Groot-Brittannië.
In 1953 nam ze officieel afscheid, maar ze trad daarna nog wel incidenteel op. Ze ontving bij haar afscheid de Penning van de Leuve van de Rotterdamse Kunststichting.

## Discografie (selectie)
- Jo Vincent CD1
- Jo Vincent, Philips Legendary Voices. dubbel CD
- Jo Vincent, The Great Dutch Soprano dubbel CD
- Jo Vincent Kwartet - Psalmen en Gezangen / Liederen van Joh. de Heer
- Jo Vincent - Passion, Oratorio & Arias, 2 CD's
- Jo Vincent, Kathleen Ferrier, Otto Klemperer - Mahler, Symphony 2 "Resurrection"